# Саранчін Олексій Тарасович
Олексій Тарасович Саранчін (Олексій «Льопа Тарасич» Саранчін; нар. 13 лютого 1972, Харків) — український джазовий піаніст, композитор, аранжувальник і педагог, відомий за виступами в джаз-бенді «Схід-Side» та в гурті «Танок на майдані Конґо» (фортепіано, перкусія).

## Життєпис
Народився 13 лютого 1972 у Харкові. Навчався у дитячий музичній школі № 9 у місті Харкові.
У 1988 році поступив у Харківське музичне училище імені Бориса Лятошинського.
Має дві вищі освіти: як юрист (закінчив Харківську національну юридичну академію) і як музикант (закінчив Харківську консерваторію по класу фортепіано).
З 1996 року грав у джаз-бенді «Схід-Side».
2005—2011 — учасник гурту «Танок на майдані Конґо», де був відомий як Олексій «Льопа» Саранчін.
Постійний учасник «Kiev Big Band», «Denis Adu Big Band».
Працює старшим викладачем по класу спеціального фортепіано Київської академії музики імені Рейнгольда Глієра.
2009 року взяв участь у проекті «Вночі» Святослава Вакарчука. Також був учасником джазового квінтету «Дудко» Дениса Дудка, першого київського джазбенду Kiev Big Band Дениса Аду, Також виступає в форматі квартету свого імені (Олексій Саранчін — рояль, Віктор Павелко — саксофон, Олександр Ємець — контрабас, Роман Яковчук — барабани).
Учасник авторського проекту Олексія Когана «Тема с вариациями. Live», «Тема с вариациями. Talking Jazz».
Автор саундтрека до короткометражного фільму І. Ноябрьова «Птица цвета ультрамарин» (2014).
Композитор та співавтор суспільного проекту з Анною Бондаренко «Blue Horse» про історію створення джазової музики в Україні.

## Твори
- Алексей Саранчин. Киевский джаз 60-х–80-х: тема со многими неизвестными [Архівовано 17 квітня 2018 у Wayback Machine.](рос.)
- Саранчин А. Некоторые особенности использования заимствованного музыкального тематизма в джазе(рос.)